# Cyclotosaurus
Genre
Espèces de rang inférieur
- † C. ebrachensis Kuhn, 1932
- † C. hemprichi Kuhn, 1942
- † C. intermedius Sulej & Majer, 2005
- † C. papilio Wepfer, 1923
- † C. posthumus Fraas, 1913
- † C. robustus (Quenstedt, 1850)

Cyclotosaurus est un genre fossile regroupant des espèces de l'ordre des temnospondyles et qui ont vécu à la fin du Trias.

## Répartition
Ces espèces se rencontraient dans ce qui est aujourd'hui le Groenland, l'Allemagne, la Pologne, l'Angleterre, la Russie, l'Afrique du Sud, les États-Unis et la Thaïlande.

## Description
Les membres de ce genre étaient de grands prédateurs (environ trois mètres), caractérisés par une grosse tête de forme vaguement triangulaire, équipée de dents pointues. Leur crâne et leur corps étaient assez aplatis par suite de leur vie aquatique.

## Liste des espèces
- † Cyclotosaurus ebrachensis Kuhn, 1932
- † Cyclotosaurus hemprichi Kuhn, 1942
- † Cyclotosaurus intermedius Sulej & Majer, 2005
- † Cyclotosaurus papilio Wepfer, 1923
- † Cyclotosaurus posthumus Fraas, 1913
- † Cyclotosaurus robustus (Quenstedt, 1850)

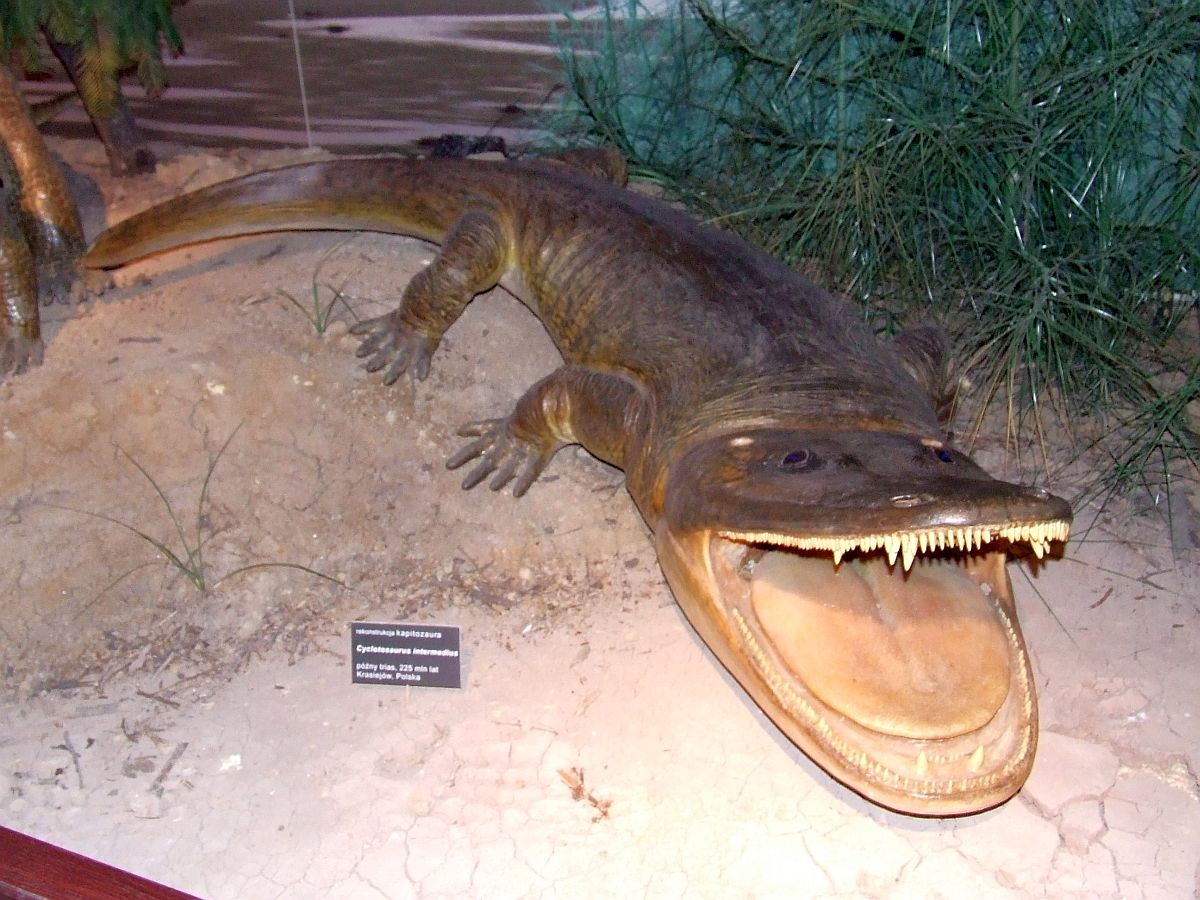
Restitution tridimensionnelle de Cyclotosaurus intermedius au Musée de l'évolution de l'Académie des sciences de Pologne : comme pour toutes les restitutions paléontologiques, la morphologie du corps est basée sur les principes de l'anatomie comparée, tandis que la couleur de la peau et la forme de la langue sont hypothétiques.